# Бабичев, Владимир Данилович
Ба́бичев Влади́мир Дани́лович (1906, х. Калачевский ныне Киквидзенского района Волгоградской области — 11 января 1970, Киквидзе, Волгоградская область) — командир отделения 109-го отдельного инженерно-сапёрного батальона 5-й инженерно-сапёрной бригады 57-й армии Степного фронта, старший сержант. Герой Советского Союза.

## Биография
Родился в 1906 году на хуторе Калачёвский ныне Киквидзенского района Волгоградской области в крестьянской семье. Русский.
Окончил начальную школу, работал в сельпо.

## Великая Отечественная война
В Красной Армии с 1941 года. В боях Великой Отечественной войны с июля 1942 года.
Командир отделения 109-го отдельного инженерно-сапёрного батальона (5-я инженерно-сапёрная бригада, 57-я армия, Степной фронт) кандидат в члены ВКП(б) старший сержант Владимир Бабичев особо отличился при форсировании реки Днепр у села Сошиновка Верхнеднепровского района Днепропетровской области Украины.
26 сентября 1943 года вверенное старшему сержанту Бабичеву В. Д. отделение переправило на лодках и подручных средствах подразделение передового отряда.
В течение трёх суток Бабичев возглавлял расчёт, который совершил более пятидесяти рейсов и переправил на собранных им плотах полковую и дивизионную артиллерию.
Указом Президиума Верховного Совета СССР от 20 декабря 1943 года «за образцовое выполнение боевых заданий командования на фронте борьбы с немецко-фашистскими захватчиками и проявленные при этом мужество и героизм» старшему сержанту Бабичеву Владимиру Даниловичу присвоено звание Героя Советского Союза с вручением ордена Ленина и медали «Золотая Звезда» (№ 1460).

## После войны
В 1945 году старшина Владимир Данилович Бабичев демобилизован.
Жил и работал в посёлке городского типа Киквидзе Волгоградской области.
Скончался 11 января 1970 года.

## Политическая деятельность
- С 1943 года член ВКП(б)

## Награды
- Медаль «Золотая Звезда» Героя Советского Союза № 1460 (20 декабря 1943 года)
- Орден Ленина
- Орден Красной Звезды
- медали